# Мамочка (фильм, 2014)
«Мамочка» (англ. Mommy) — канадский фильм режиссёра Ксавье Долана, вышедший на экраны в 2014 году и раскрывающий тему сложных взаимоотношений подростка с СДВГ и его матери. Фильм был показан в рамках основной конкурсной программы Каннского кинофестиваля 2014 года, где получил Приз жюри, а также был награждён премией «Сезар» за лучший иностранный фильм.

## Сюжет
Мать-одиночка, живущая в Квебеке, забирает сына Стива из коррекционного центра. 16-летнего подростка, страдающего СДВГ, исключили из учреждения, потому что он устроил пожар, в результате которого один из учеников получил ожоги и был госпитализирован. Если бы герой был старше, его отправили бы в колонию. Директор коррекционного центра предупреждает Диану, что любовью больного не спасти, и предлагает ей определить его в психиатрическую клинику. Однако Диана настроена оптимистически и отвечает демонстративным отказом.
Действительно, Стива можно назвать трудным подростком: он импульсивен, переживает резкие перепады настроения, неконтролируемые вспышки агрессии, склонен к провокативному, протестному поведению. Однако, несмотря на особенности поведения и эмоционально-волевой сферы, люди с СДВГ имеют сохранный интеллект, и в спокойном состоянии герой производит впечатление нормотипичного подростка, а его ангельская внешность вызывает симпатию к нему.
Душевное здоровье Стива ухудшилось, когда три года назад умер его отец. Мальчик начал совершать правонарушения, в том числе кражи. Не справлявшаяся с воспитанием подростка мать вынуждена была прибегнуть к помощи спецучреждений, которых он сменил уже несколько.
Перед возвращением Стива из интерната находящаяся за рулём Диана попадает в дорожно-транспортное происшествие. Эпизод аварии, помещенный в начале фильма, оставляет ощущение тревоги.
Заметно, что и сама Диана имеет трудности с концентрацией внимания и ведёт себя импульсивно. Например, мы узнаем, что она рано бросила школу и не получила образования, недостаточно хорошо говорит по-французски, не может объяснить, какое изобретение сделал её муж-инженер, способна переводить только простые детские книги, когда берется подрабатывать переводами. Диана не может полностью избавиться от вредных привычек, составляет список дел в блокноте, борясь с собственной рассеянностью, задумывается на светофоре, находясь за рулём. Она нередко ведёт себя эксцентрично, становится инициатором конфликтов, первоначально выказывает нежелание забирать сына и нести за него ответственность, хотя любит его.
Возвращение Стива приводит к тому, что героиню увольняют с работы (она работала журналистом и вела рубрику в журнале, состоя в связи с начальником). Семья остаётся без средств к существованию. Неожиданно сын принимается ласково утешать плачущую Диану. Он обещает, что будет контролировать себя и помогать ей.
Желая исправиться и порадовать маму, Стив самостоятельно делает покупки в супермаркете. Диана ошибочно считает, что сын совершил очередную кражу, и резко его отчитывает. Не получив ожидаемого одобрения, Стив выходит из себя — начинается неконтролируемый приступ гнева. Он оскорбляет мать и принимается её душить. Защищая себя, Диана опрокидывает шкаф и, не желая того, наносит сыну рану. Так герои знакомятся с соседкой-учительницей Кайлой, которая оказывает Стиву помощь.
После гибели сына (портреты мальчика мы видим на комоде в комнате героини) Кайла погружается в глубокую депрессию, начинает сильно заикаться и оставляет работу в школе. Живущая с мужем Патриком и дочерью-школьницей женщина замыкается в себе, испытывая внутреннюю боль. Спокойная, эмоционально закрытая манера общения мужа не способствует выздоровлению Кайлы. Знакомство с прямолинейными, эксцентричными соседями возрождает героиню. Свои материнские чувства она переносит на нуждающегося в них Стива.
Неожиданно Кайла не отказывается от приглашения Дианы на ужин. В этот вечер одаренный пластичностью и артистизмом Стив устраивает танцевальное «шоу» под одну из музыкальных композиций, когда-то выбранных и записанных на диск его отцом (песню Селин Дион «On ne change pas» — «Мы не меняемся»). Танцуя с главными героями, их гостья оттаивает.
Диана устраивается работать уборщицей в клининговую компанию, а имеющая много свободного времени Кайла занимается со Стивом, готовя его к поступлению в школу искусств. Тихая и застенчивая Кайла, тем не менее, обладает сильным характером. Ей удаётся преодолеть провокативное поведение подростка и найти с ним общий язык. Юноша и его наставница добиваются неплохих результатов обучения и перемен в поведении Стива.
Однако равновесие снова нарушается, когда семья получившего ожоги по вине Стива мальчика начинает требовать большую денежную компенсацию. Диана решает обратиться за помощью к соседу Полю, который давно обратил внимание на привлекательную одинокую женщину. Но сын категорически против того, чтобы мать спасала его, сойдясь с мужчиной. Когда Диана, Стив и Поль отправляются в караоке, юноша решается спеть песню (песню Андреа Бочелли «Vivo per lei» — «Я живу для неё»). Нетрезвая местная молодежь начинает смеяться над мальчиком. В итоге Стив устраивает потасовку, а затем оскорбляет приятеля Дианы. Мать встаёт на сторону сына, мужчина резко порывает с героиней.
На следующий день Диана, Кайла и Стив идут за покупками. В магазине юноша, ощущающий вину перед матерью и думающий, что она его больше не любит, совершает попытку суицида, вскрывая себе вены.
Диана принимает трудное для неё решение всё же поместить Стива в психиатрическую клинику. Прямо не сообщая сыну о своём решении, она покупает автомобиль и везёт юношу и Кайлу к реке — на прощальную прогулку. Перед глазами Дианы в обратном порядке проходят главные события её с сыном жизни — как воображаемые события будущего (Стив оканчивает обучение, у него появляется девушка), так и драгоценные воспоминания (прощание с уезжающим на машине любимым мужем, раннее детство сына, свадьба). В этом эпизоде, как и в ещё одном из предыдущих, также изображающем прогулку героев, использован приём расширения кадра: если изначально кадр был квадратный, характерный для мобильного видео и создающий ощущение замкнутого, давящего пространства, сильного напряжения (нейропсихологи описывают феномен сужения поля зрения при СДВГ), то сейчас он расширяется, ассоциируясь с притоком воздуха, глотком свободы, снятием напряжения.
На обратном пути главная героиня завозит сына в клинику и сдает на руки санитарам. Стив сопротивляется, обвиняя мать в предательстве, санитары применяют грубую силу и электрошок. Диана готова отказаться от госпитализации сына, но сделать это можно, лишь в течение суток, снова оформив документы. Реплика санитара «Всё!» на мгновение заставляет зрителя предположить смерть Стива.
Но вот Стив в смирительной рубашке звонит маме с помощью персонала клиники. Диана не берет телефон, занимаясь переводом. На автоответчик Стив говорит ей важные слова, прося у неё прощения и признаваясь в любви.
Кайла в последний раз навещает Диану. Учительница сообщает, что её мужа переводят в Торонто по работе, хотя можно предположить, что муж просто стремится отвлечь жену от нового потрясения. Кайла говорит Диане, что не может отказаться от своей семьи, и осекается, осознав, что значат эти слова для Дианы. В обществе подруги главная героиня пытается изображать оптимизм, но, оставшись одна, предается душевной боли, мукам совести.
Кажущегося сникшим, апатичным Стива, болезнь которого, по словам одного из работников клиники, прогрессирует, освобождают от смирительной рубашки. Но юноша лишь притворялся покорным. Олицетворяя стремление к свободе, неуправляемую природную силу, жажду жизни, он ловко бросается прочь от санитаров и бежит к окну.

## В ролях
- Анн Дорваль — Диана
- Антуан-Оливье Пилон — Стив
- Сюзанн Клеман — Кайла
- Патрик Уард — Поль
- Александр Гойетт — Патрик

## Восприятие
Фильм получил положительные отзывы кинокритиков. На сайте Rotten Tomatoes фильм имеет рейтинг 92 % на основе 106 рецензий со средним баллом 8 из 10.

## Награды и номинации
- 2014 — Приз жюри Каннского кинофестиваля (Ксавье Долан).
- 2014 — премия «Бронзовая лягушка» фестиваля операторского искусства Camerimage (Андре Тюрпен).
- 2014 — приз зрительских симпатий Стокгольмского кинофестиваля (Ксавье Долан).
- 2014 — премия «Спутник» за актёрский прорыв (Антуан-Оливье Пилон), а также две номинации: лучший международный фильм, лучшая актриса (Анн Дорваль).
- 2014 — приз за лучший североамериканский независимый фильм на кинофестивале «Тёмные ночи» в Таллинне (Ксавье Долан).
- 2015 — 9 премий Канадской киноакадемии: лучший фильм (Ксавье Долан, Нэнси Грант), режиссура (Ксавье Долан), оригинальный сценарий (Ксавье Долан), мужская роль (Антуан-Оливье Пилон), женская роль (Анн Дорваль), женская роль второго плана (Сюзанн Клеман), операторская работа (Андре Тюрпен), монтаж (Ксавье Долан), грим (Майна Милица, Мишель Коте, Колетт Мартель). Кроме того, лента была номинирована в 4-х номинациях: лучшая работа художника (Коломб Раби), костюмы (Ксавье Долан), звук, звуковой монтаж.
- 2015 — премия «Сезар» за лучший иностранный фильм (Ксавье Долан).
- 2015 — номинация на премию «Давид ди Донателло» за лучший иностранный фильм (Ксавье Долан).
- 2015 — номинация на премию «Независимый дух» за лучший международный фильм (Ксавье Долан).
- 2015 — номинация на премию «Люмьер» за лучший франкоязычный иностранный фильм (Ксавье Долан).
- 2016 — премия «Бодиль» за лучший неамериканский фильм.
- 2016 — номинация на премию Ассоциации кинокритиков Аргентины за лучший иностранный фильм не на испанском языке.